# Fearless (canção de Taylor Swift)
"Fearless" é uma canção da cantora e compositora estadunidense Taylor Swift. Escrita por Swift em colaboração com Lindsey Hillary, e contou com a produção de Nathan Chapman. Foi lançada em 3 de janeiro de 2010 pela Big Machine Records, como o quinto e último single do seu segundo álbum de estúdio Fearless. A artista compôs a música enquanto viajava em turnê para promover seu primeiro álbum de estúdio autointitulado, lançado em 2006.
"Fearless" foi aclamada pelos críticos contemporâneos. Nos Estados Unidos, a canção estreou e atingiu a nona posição na Billboard Hot 100, e recebendo um disco de platina da Recording Industry Association of America (RIAA). A intérprete divulgou a faixa em vários lugares, incluindo na turnê Fearless Tour (2009—10).

## Produção
"Fearless" foi escrita por Swift em colaboração com Liz Rose e Hillary Lindsey e produzida por Nathan Chapman ao lado de Swift. Swift começou a compor a canção durante a turnê Fearless Tour como ato de abertura para promover o seu álbum de estreia homônimo lançando em 2006. Enquanto escrevia a canção a intérprete não estava namorando ninguém, e a compôs após ter analisado a ideologia do que era o melhor primeiro encontro. Enquanto desenvolvia "Fearless", Swift explicou o processo de escrita, dizendo: "Penso que às vezes, quando você está escrevendo canções de amor, não as escreve sobre o que está passando no momento, você escreve sobre o que gostaria de ter". A faixa foi composta com dois conceitos em mente, Swift descreveu o seu conceito primário: "o destemor de se apaixonar", e "não importa quantas vezes você se magoe, sempre se apaixonará novamente". O segundo, é sobre o primeiro melhor encontro. Depois de completar a canção, Swift deliberou profundamente sua definição pessoal da palavra "destemida". Para ela, "destemida não significa que você esteja completamente destemida e não significa que você seja à prova de balas. Isso significa que você tem muitos medos, mas você os súpera de qualquer forma". Isso a influenciou a intitular o álbum de Fearless.
A canção foi lançada pela primeira vez como single promocional do álbum em 14 de outubro de 2008 como parte da campanha "Countdown to Fearless", exclusiva da iTunes Store; e posteriormente, como quinto e último single do álbum Fearless, em 4 de janeiro de 2010.

## Composição
"Fearless" tem uma duração de quatro minutos e um segundo, Alexis Petridis, do The Guardian descreveu o gênero da canção como um "tipo de pop rock ortodonticamente perfeito". Afirmando que a parte mais country da canção era uma letra que fazia referência a uma "cidade pequena". Em uma perspectiva diferente, Rob Sheffield, da revista Blender disse que o verso: "E eu não sei porque mas com você dançaria no meio de uma tempestade, com meu melhor vestido, destemida", demonstrou como Swift gostava de fazer uma cena, acrescentando que ele não usaria uma "roupa para andar de um lado para o outro em uma tempestade".

## Recepção crítica
"Fearless" teve uma recepção positiva por parte dos críticos. Leah Greenblatt do Entertainment Weekly disse que os vocais de Swift se adequam à melodia e instrumentação da canção, que, segundo ela, é "manhosa" e "amigável ao rádio". Heather Phares do Allmusic selecionou a faixa como uma das melhores canções do álbum Fearless. Alice Fisher, da revista inglesa The Observer, parabenizou "Fearless" por ser uma das "grandes canções de Swift com letras perceptivas sobre verdades universais que podem ser apreciadas em qualquer idade". Jim Harrington, do San Jose Mercury News, acreditava que "Fearless" continha apelo a diferentes faixas etárias: "Mães e filhas, assim como os adolescentes e casais que saem para um encontro noturno, [podem cantar] junto essa canção".

### Prêmios
| Ano  | Premiação  | Categoria             | Resultado | Ref.   |
| ---- | ---------- | --------------------- | --------- | ------ |
| 2010 | BMI Awards | Award-Winning Songs   | Venceu    | [ 15 ] |
| 2010 | BMI Awards | Publisher of the Year | Venceu    | [ 15 ] |

## Apresentações ao vivo

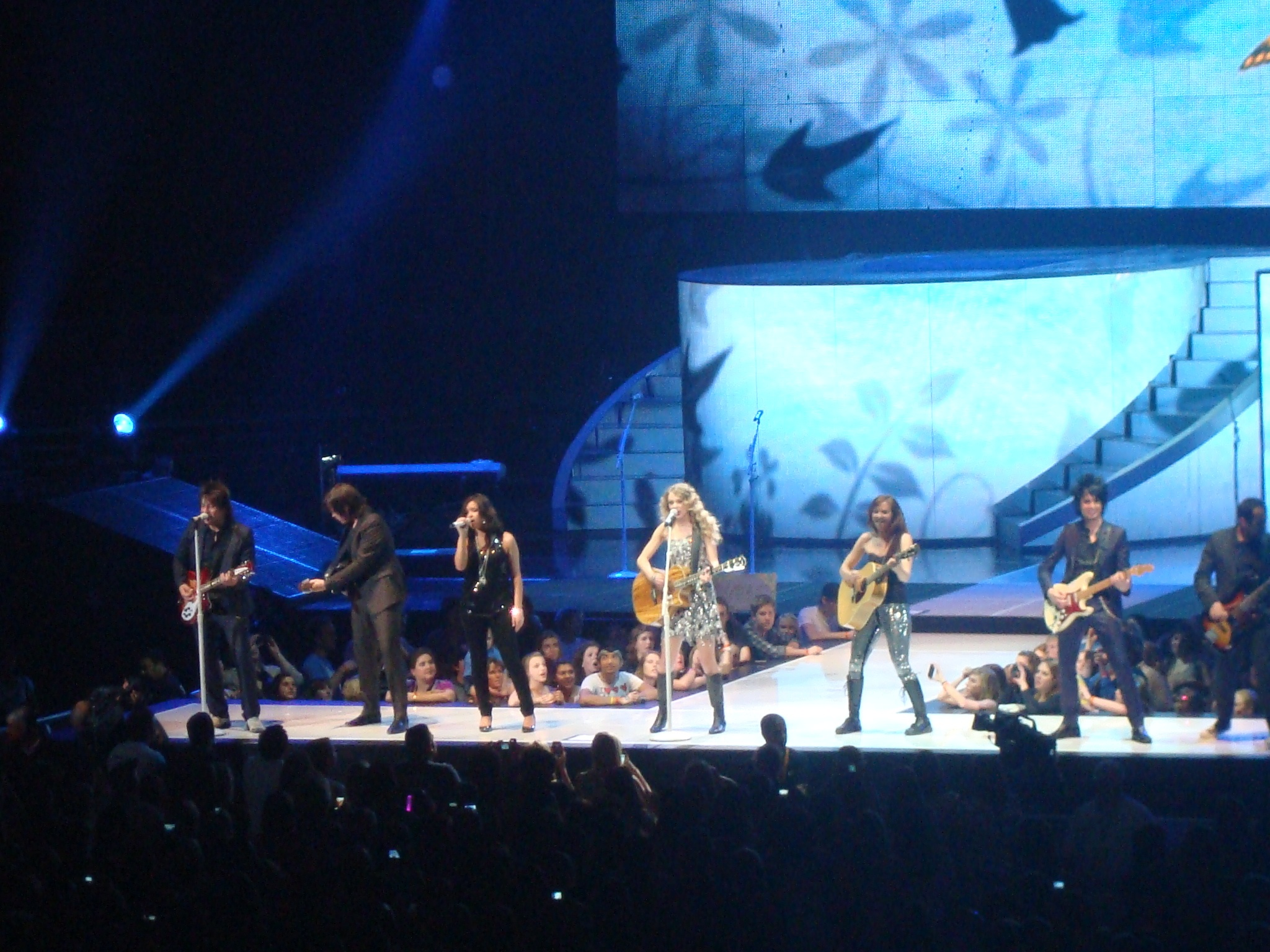
Swift cantando "Fearless" durante a Fearless Tour em Austin, Texas.

A primeira fez que Taylor Swift apresentou "Fearless" na televisão norte-americana foi no dia 10 de novembro de 2008 no Late Show with David Letterman. Também divulgou a canção no The Ellen DeGeneres Show e Clear Channel Communications's Stripped, Swift incluiu "Fearless" na set list da sua primeira turnê, a Fearless Tour, e durante cada apresentação, Swift usava um vestido cintilante de prata e botas pretas.
A canção também foi apresentada na turnê Speak Now World Tour, em um mashup com "I'm Yours" de Jason Mraz e "Hey Soul Sister" da banda Train. Swift interpretou "Fearless", acusticamente, em datas selecionadas da The Red Tour e The 1989 World Tour, e em 2018, durante a Reputation Stadium Tour, no lugar de "All Too Well".

## Videoclipe
Várias apresentações na Fearless Tour foram usadas para compor o videoclipe de "Fearless", dirigido por Todd Cassetty, estreou no dia 17 de fevereiro de 2010 na CMT. O videoclipe começa com Swift dizendo a sua banda antes de pisar no palco: "Pessoal, esta turnê tem sido a melhor experiência de toda a minha vida". Ao ver o vídeo, Jocelyn Vena da MTV News interpretou-o como uma "carta de amor de Swift aos seus fãs", pois mostrava uma "visão interna de como é fazer uma turnê".

## Desempenho comercial
Após seu lançamento como single promocional, na semana que terminou em 1º de novembro de 2008, "Fearless" estreou e atingiu o nono lugar na Billboard Hot 100 com 162 mil downloads digitais. Na semana seguinte, caiu para a 38.ª posição e após quatro semanas saiu do gráfico. Após seu lançamento como single, a canção retornou para a Billboard Hot 100 na 94.ª posição, na semana de 13 de março de 2010. Seu maior desempenho no gráfico, enquanto single, foi na 76.ª posição na semana de 10 de abril de 2010. A canção é uma das 13 canções do álbum Fearless, dentro do top 40 da Billboard Hot 100, "Fearless" passou um total de 15 semanas na Hot 100. A canção também atingiu a décima posição no Hot Country Songs. O single recebeu disco de ouro pela Recording Industry Association of America (RIAA), pelas 500 mil unidades vendida em 12 de outubro de 2009, antes de seu lançamento oficial como single em 4 de janeiro de 2010. Posteriormente, recebeu um disco platina pela RIAA em 23 de outubro de 2012, até novembro de 2017 "Fearless", vendeu um milhão de cópias nos Estados Unidos.
Na semana de 29 de novembro de 2008, "Fearless" estreou e atingiu a 79.ª posição no Canadá, passando um total de cinco semanas no gráfico, e a 32.ª posição na Espanha.

### Posições nas tabelas musicais
| Tabela musical (2008—2010)                   | Melhor posição |
| -------------------------------------------- | -------------- |
| Canadá (Canadian Hot 100)                    | 69             |
| Canadá (Billboard Country)                   | 7              |
| Espanha (Productores de Música de España)    | 32             |
| Estados Unidos (Billboard Hot Country Songs) | 10             |
| Estados Unidos (Billboard Hot 100)           | 9              |
| Estados Unidos (Billboard Pop 100)           | 18             |
| Reino Unido (Official Charts Company)        | 111            |

| Tabela musical (2010)              | Melhor posição |
| ---------------------------------- | -------------- |
| Estados Unidos (Hot Country Songs) | 55             |

### Certificações e vendas
| Região                                         | Certificação | Vendas     |
| ---------------------------------------------- | ------------ | ---------- |
| Estados Unidos (RIAA)                          | Platina      | 1,000,000^ |
| ^distribuições baseadas apenas na certificação |              |            |

## Fearless (Taylor's Version)
Em 11 de fevereiro de 2021, Swift anunciou no programa de televisão Good Morning America que uma versão regravada de "Fearless", intitulada "Fearless (Taylor's Version)", seria lançada em 9 de abril de 2021 como a primeira faixa de Fearless (Taylor's Version), a versão regravada de Fearless.